# María Lorenza Longo
María Lorenza Longo, nacida Maria Llong (¿Lérida?, 1463 - 1542) fue una religiosa española, iniciadora de la reforma de las Clarisas capuchinas.

## Infancia y juventud
María Lorenza Longo nació en Cataluña, posiblemente en Lérida (España) hacia 1463, de familia noble. Se casó muy joven con Juan Llonc, regente del Consejo de Aragón; del matrimonio nacieron varios hijos. Una sirvienta intentó envenenarla; no murió, pero quedó paralítica. Acompañó a su marido cuando, en 1506, fue a Nápoles en el séquito del rey Fernando el Católico, con el cargo de regente de la cancillería real. Muerto el marido, peregrinó en 1510 al santuario de Loreto, donde obtuvo la gracia de una curación repentina. Antes de despedirse de la Santa Casa, vistió el hábito de la Tercera Orden de San Francisco y decidió dar un nuevo rumbo a su vida.

## Religiosa
De regreso en Nápoles, arregló la situación de sus hijos y se dio enteramente al ejercicio de la caridad. Formó parte de la Compañía de los Blancos o S. Giovanni Decollato, fundada en 1519 por Ettore Vernazza, genovés, celoso propagador de los oratorios del Divino Amor. No tardó en rodearse de colaboradoras pertenecientes a la nobleza napolitana, como Vittoria Colonna, convirtiéndose en el alma de las iniciativas benéficas de la populosa ciudad; cabe citar entre ellas el empeño que puso en liberar y rescatar a las mujeres explotadas, para las que abriría, con María Ajerba, el "Monastero delle Pentite".
Pero la iniciativa más importante fue el «Hospital de Incurables», inaugurado el 23 de marzo de 1522, del que se la considera fundadora y del que tuvo que asumir la dirección. Lo dotó con sus bienes y con donativos que mendigaba personalmente. Allí vivía y servía a los enfermos con sus propias manos. Además, para servicio del mismo fue formando una comunidad de terciarias franciscanas que, a partir de 1533, contó con la dirección espiritual de san Cayetano, fundador de los Teatinos, el cual, en 1535, obtuvo de Roma su aprobación canónica bajo en nombre de Hermanas Franciscanas de la Tercera Orden, establecidas en el monasterio de Santa María de Jerusalén.

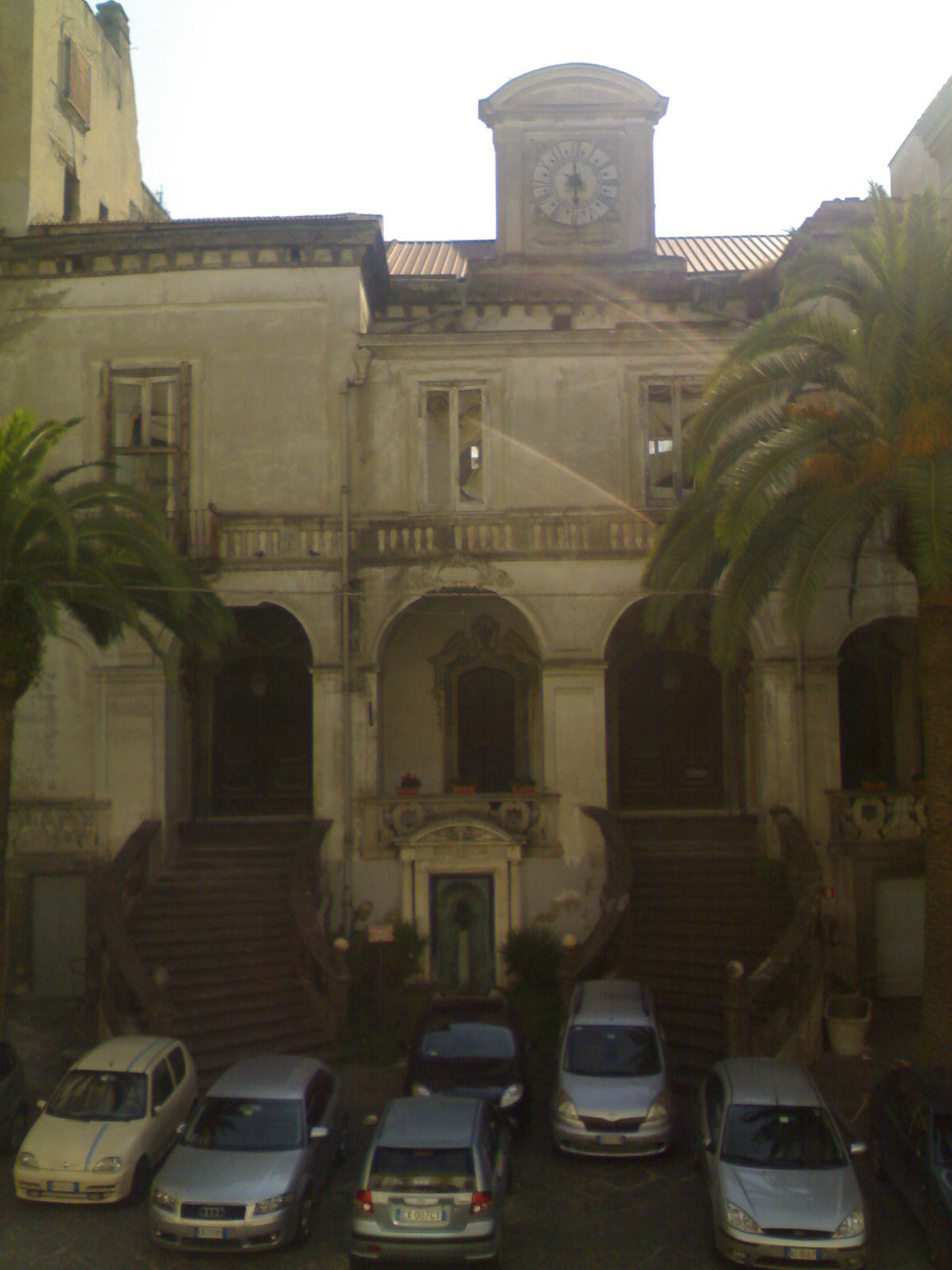
Hospital de los incurables de Nápoles, fundado por María Longo
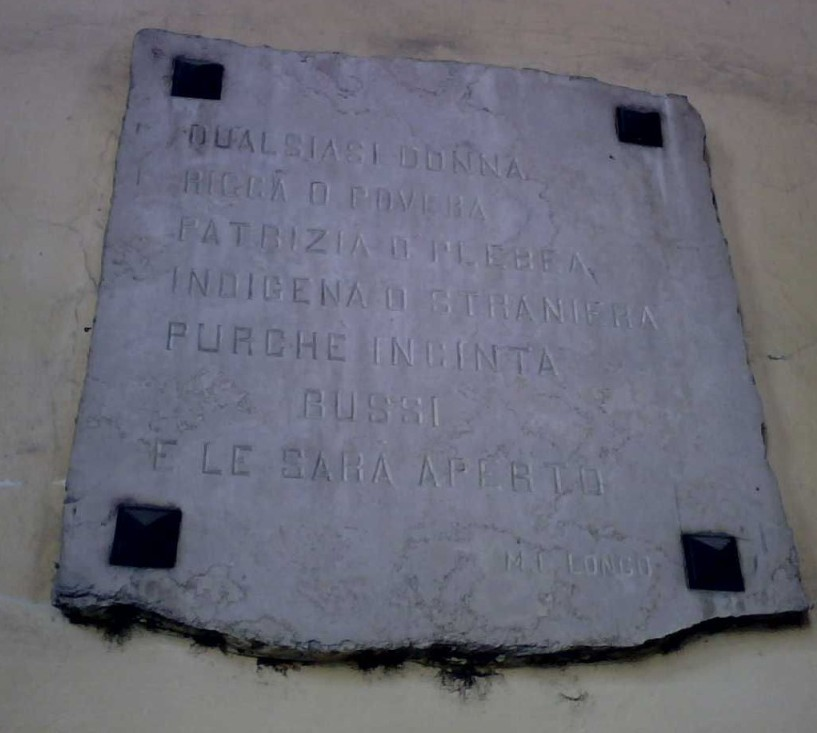
Inscripción a la entrada del hospital, obra de María Longo: "Cualquier mujer, rica o pobre, patricia o plebeya, indígena o forastera, mientras sea embarazada, que pique la puerta y le será abierta"
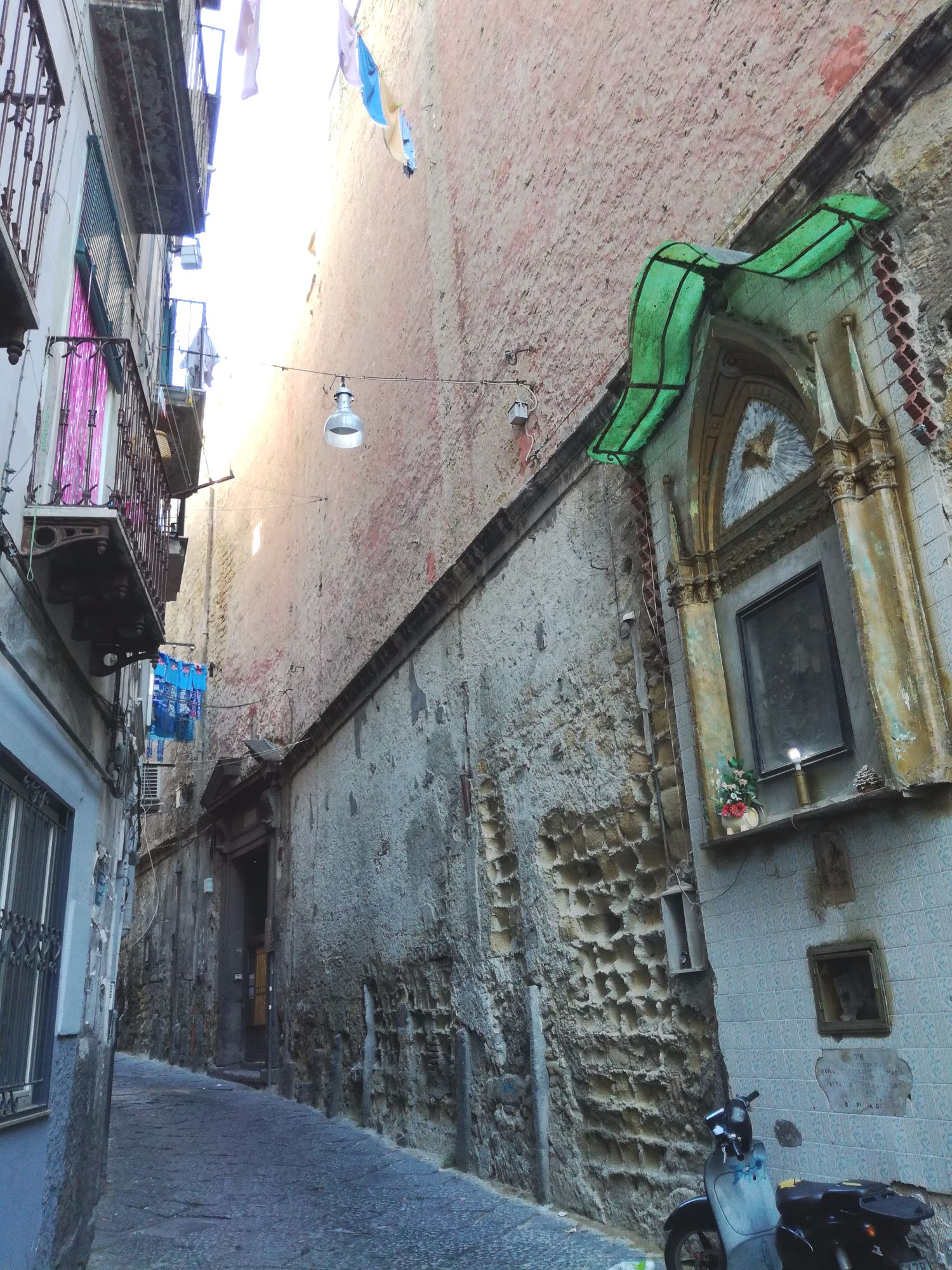
Muro y entrada del convento de Santa Maria de Jerusalén, donde murió y es enterrada la fundadora

En 1538, san Cayetano, que había acentuado el espíritu contemplativo de las terciarias, cedió su dirección espiritual a los capuchinos. El 10 de diciembre de 1538, Paulo III las convirtió en Orden bajo la Regla de santa Clara de Asís y las encomendó a los capuchinos. Sor María Lorenza, deseosa de una "estrictísima observancia", adoptó las Constituciones de santa Coleta de Corbie y algunas observancias de los capuchinos, acentuando la separación del mundo y la devoción a la Pasión de Cristo.
Los últimos años de su vida los pasó en la quietud del monasterio de Santa María de Jerusalén, dedicada enteramente a la oración y contemplación y a la formación de sus hermanas. En 1539 renunció al cargo de abadesa. Falleció santamente a finales de 1542, probablemente el 21 de diciembre. 
El proceso de su beatificación se abrió en Nápoles el año 1880, y se ha reabierto recientemente. Fue beatificada el 9 de octubre de 2021.